# Покровська виправна колонія № 17
49°32′08″ пн. ш. 36°42′47″ сх. д. / 49.535659075061° пн. ш. 36.713022007029° сх. д.
Покро́вська виправна́ коло́нія № 17 — виправна колонія управління Державного департаменту України з питань виконання покарань у селищі Покровському Ізюмського району Харківської області.

## Історія колонії
Згідно з наказом МВС УРСР № 0165 від 23 червня 1961 року та наказом УВС Харківської області № 071 від 01 липня 1961 року на базі радгоспу «Балаклійський» Харківського управління радгоспів було організовано виправно—трудову колонію № 17, розташовану на відстані 80 км від м. Харкова та 20 км від м. Балаклія. З вересня 1961 року колонія набула сільськогосподарського нахилу і мала назву сільськогосподарська виправна колонія № 17 УВС Харківської області.
Починаючи з 1970 року, в установі, що мала назву п/я ЮЖ 313/17, поступово збільшувалась кількість засуджених, які мали тривалі терміни покарання, допускались втечі засуджених з об'єктів роботи, що призвело до закриття відкритих об'єктів та працевлаштування засуджених на контрагентських об'єктах, що, у свою чергу, сприяло відокремленню лікувально-трудового відділення і переводу його в новоорганізований лікувально-трудовий профілакторій в смт. Червоний Донець Балаклійського району Харківської області (нині Балакійський виправний центр № 106).
У 1995 році в колонії вперше було відкрито туберкульозне відділення для лікування засуджених, хворих на туберкульоз. Згодом цей заклад переріс у Міжобласну туберкульозну лікарню, на лікування до якої надходять засуджені майже з усіх областей України.

## Сучасний стан
На теперішній час Покровська виправна колонія № 17 — це лікувальний заклад, середнього рівня безпеки (для тримання чоловіків, засуджених до позбавлення волі на певний термін, які хворі на туберкульоз).
Нині начальником виправної колонії є Клименко Андрій Іванович. 
Начальниця медичного відділу Петренко Тетяна Миколаївна.

## Адреса
61810, с. Покровське, 1, Балаклійського району, Харківської області (0249) 53-123